# Esto es Estopa
Esto es Estopa (Directo Acústico) es el octavo disco del dúo español de rumba-rock, Estopa.

## Lista de canciones
| N.º | Título                                 | Duración |  |
| 1.  | «Como Camarón»                         | 3:40     |  |
| 2.  | «Naturaleza»                           | 4:03     |  |
| 3.  | «Tu calorro (con Vicentico)»           | 3:53     |  |
| 4.  | «Ahora»                                | 3:54     |  |
| 5.  | «Me quedare»                           | 3:33     |  |
| 6.  | «Ya no me acuerdo»                     | 3:55     |  |
| 7.  | «Rumba triste»                         | 3:17     |  |
| 8.  | «Cuando tú te vas»                     | 4:06     |  |
| 9.  | «El run run»                           | 3:09     |  |
| 10. | «Hemicraneal»                          | 4:20     |  |
| 11. | «Partiendo la pana»                    | 4:24     |  |
| 12. | «La primavera (con Lila Downs)»        | 3:21     |  |
| 13. | «Vino tinto»                           | 3:53     |  |
| 14. | «Me falta el aliento»                  | 4:20     |  |
| 15. | «La raja de tu falda (con Celso Piña)» | 4:33     |  |

## Posicionamiento en listas
| Listas (2014)       | Mejor posición |
| ------------------- | -------------- |
| España (PROMUSICAE) | 1              |

## Certificaciones
| País   | Organismo certificador | Certificación | Ventas certificadas | Ref   |
| ------ | ---------------------- | ------------- | ------------------- | ----- |
| España | PROMUSICAE             | Oro           | 20 000              | [ 2 ] |